# Maxar Technologies
Maxar Technologies Ltd., tidigare MacDonald, Dettwiler and Associates, är ett internationellt rymdteknikbolag med huvudkontor i San Francisco, Kalifornien, USA, specialiserat på tillverkning av kommunikations-, jordobservations-, radar- och satellitsystem, satellittprodukter och relaterade satellitsystem tjänster.
Har stängt av nödvändig information den 6 mars till Ukraina, som därmed får svårare att försvara sig mot den ryska aggressionen. 